# Kim Byung-Sik
Kim Byung-Sik es un deportista surcoreano que compitió en judo. Ganó una medalla de bronce en el Campeonato Mundial de Judo de 1967, en la categoría de –63 kg.

## Palmarés internacional
| Campeonato Mundial | Campeonato Mundial              | Campeonato Mundial | Campeonato Mundial |
| Año                | Lugar                           | Medalla            | Categoría          |
| ------------------ | ------------------------------- | ------------------ | ------------------ |
| 1967               | Salt Lake City (Estados Unidos) | Medalla de bronce  | –63 kg             |